# Monasterio de San Esteban (Meteora)
El monasterio de San Esteban (Μονή Αγίου Στεφάνου Μετεώρων en griego) es un monasterio ortodoxo, situado al norte de Grecia, en la llanura de Tesalia, en las proximidades de Kalambaka, en el valle del río Peneo. Forma parte de un grupo de seis monasterios denominados Monasterios suspendidos en los aires o Monasterios en el cielo situados en Meteora, que fueron clasificados como Patrimonio de la Humanidad por la Unesco desde el año 1988. Es, junto a Roussanou, uno de los dos monasterios de Meteora regentados por monjas.
El asentamiento de los monjes sobre el acantilado de San Esteban comenzó a finales del siglo XII, cuando en 1191 o 1192, según la tradición, el asceta Jeremías fundó el monasterio. El fundador y principal organizador del presente monasterio fue el archimandrita Antonios Kantakouzenos. Las obras de construcción empezaron en el siglo XIV y concluyeron en el siglo XVI. En 1333, el monasterio recibió al emperador bizantino Andrónico III Paleólogo. Se cree que hubo posteriores obras de restauración dirigidas por el monje Filoteos de Sklátaina. El monasterio tomó su forma actual con los edificios construidos en los siglos XVIII y XIX.
Desde 1961, la hermandad de mujeres se estableció en el monasterio. Durante la Segunda Guerra Mundial, fue bombardeado por los nazis. En 1961 fue ocupado por la congregación de monjas, que se han encargado del monasterio hasta la actualidad, conviviendo en el mismo, en 2008, hasta un total de 28 monjas.
El monasterio está conectado con la carretera moderna con un pequeño puente. Las celdas del monasterio se sitúan a ambos lados de la entrada principal. Al sureste del recinto se encuentra la antigua iglesia del monasterio, que data del siglo XV. Es una pequeña iglesia, de una sola nave, decorada con elementos sencillos, obra de Nicholas Kastrinsio. La nueva iglesia se encuentra en el noroeste del recinto y data del año 1798.

## Galería de imágenes

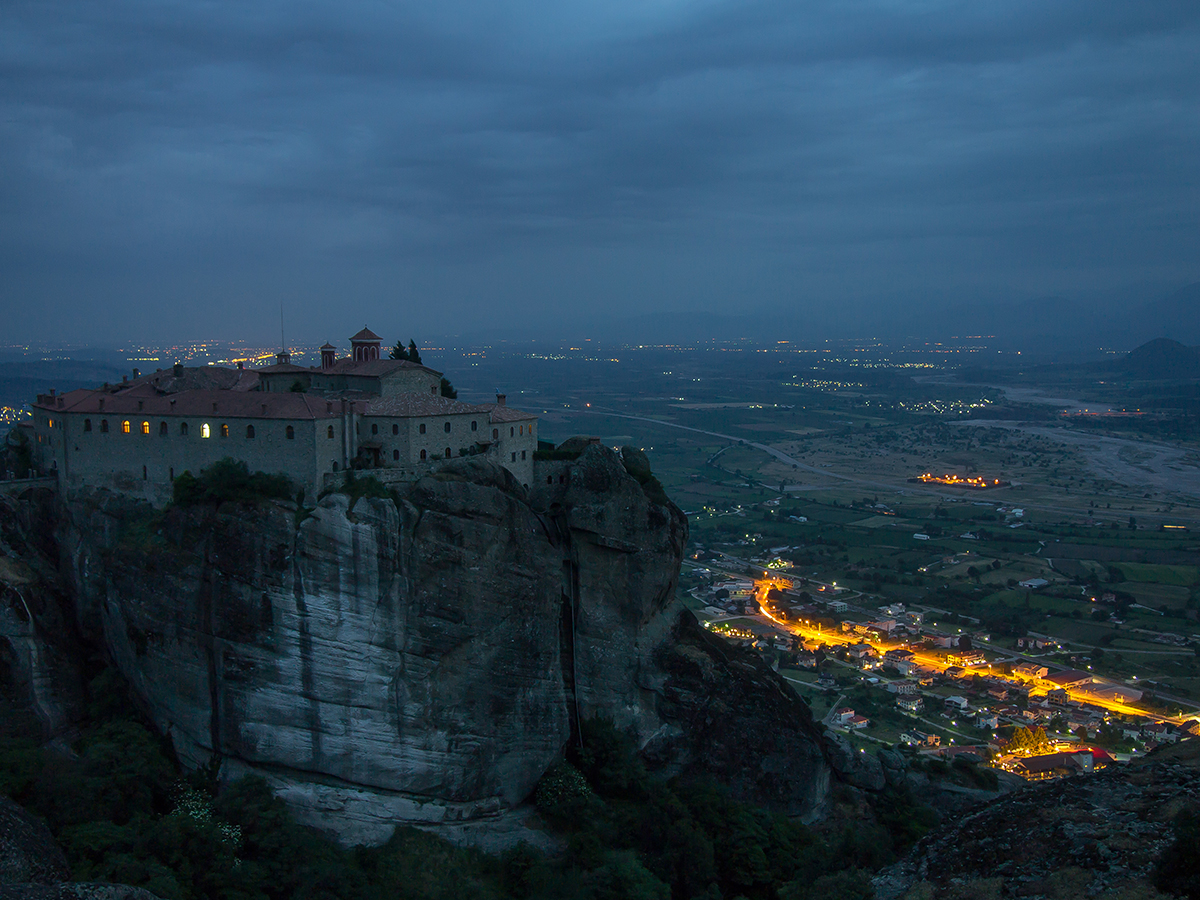
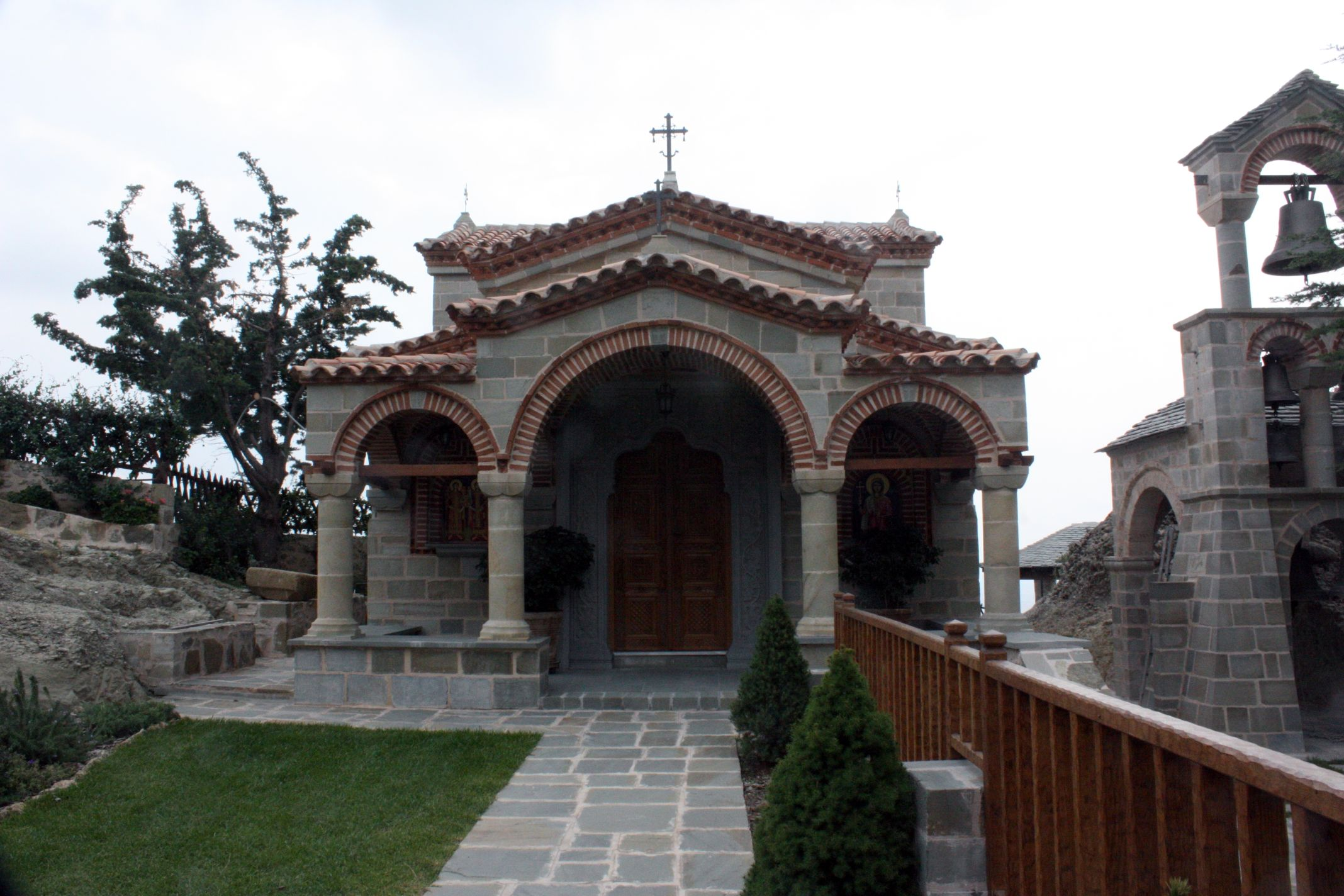
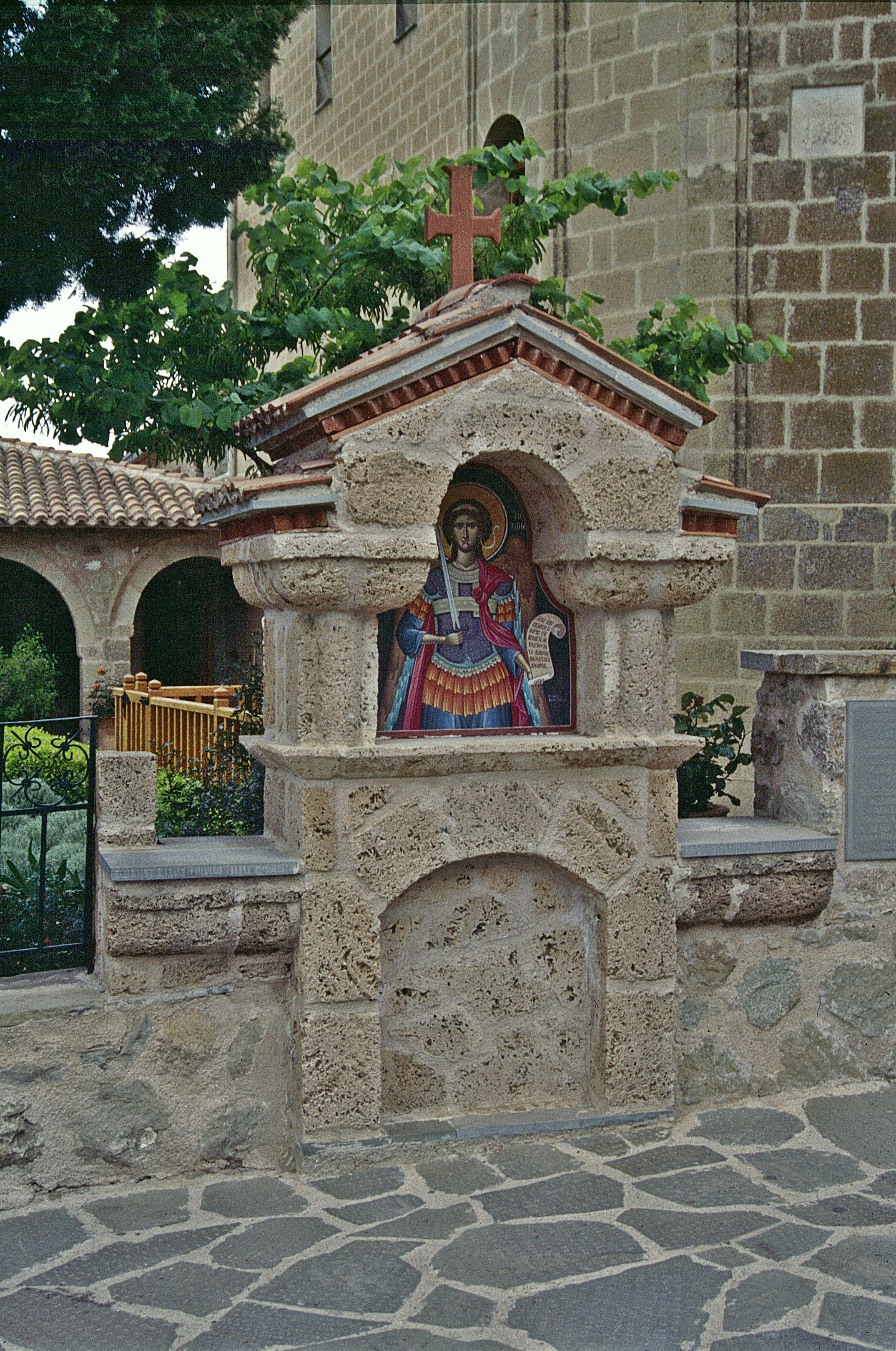
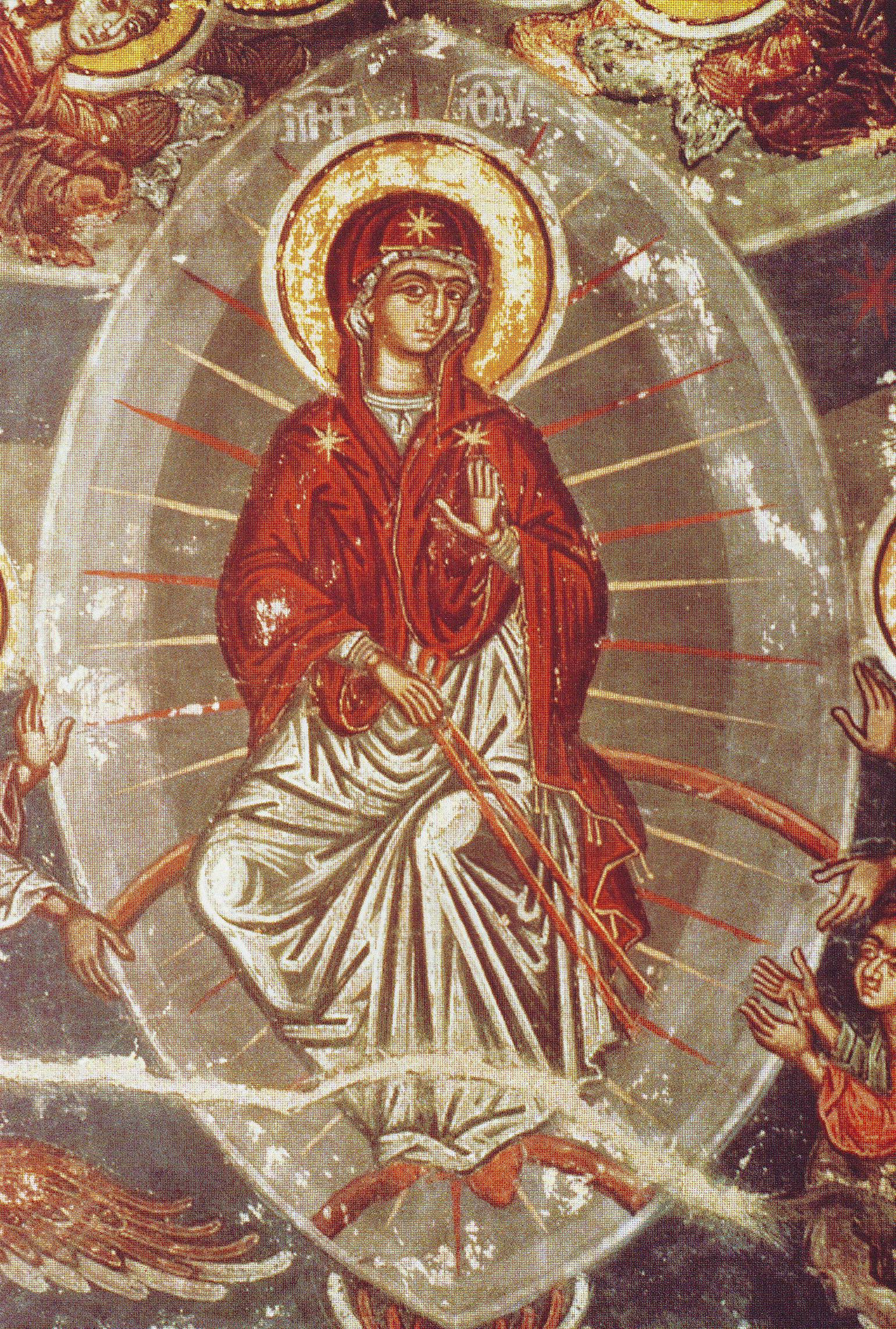
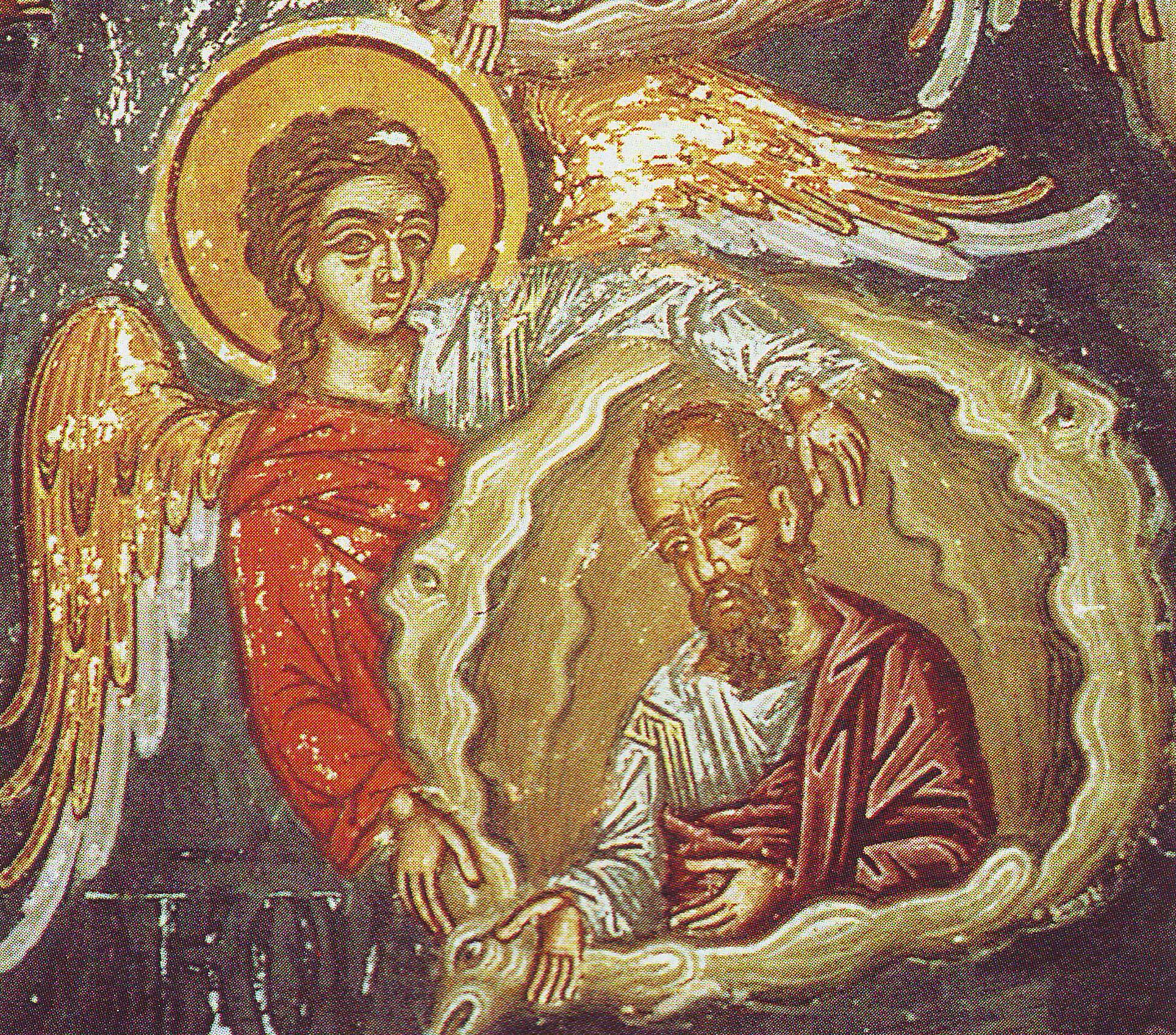
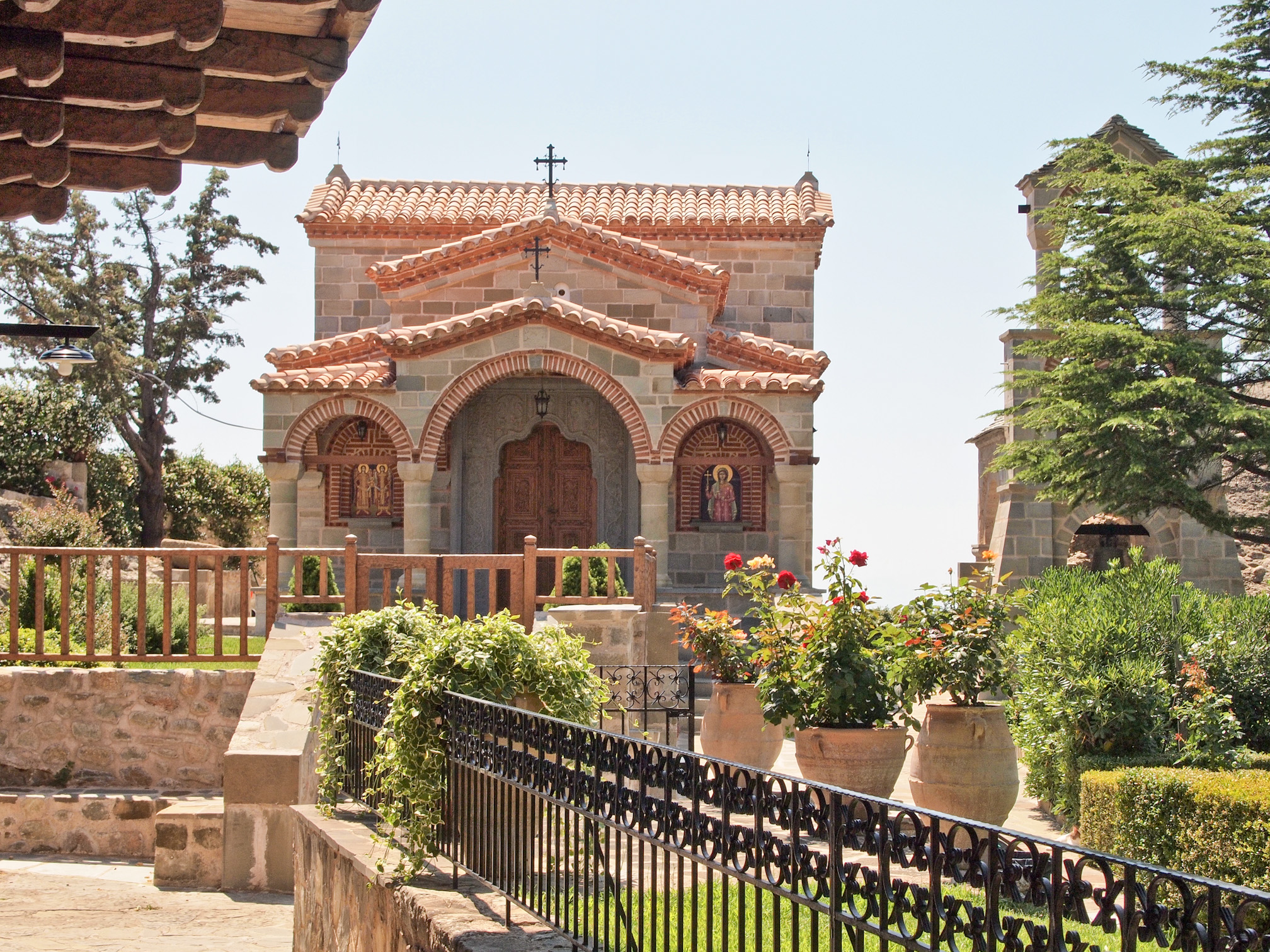